# 民主黨國會競選委員會
民主黨國會競選委員會（英語：Democratic Congressional Campaign Committee，DCCC，有時被稱為“D triple-C”或“D-trip”）是美國眾議院的民主黨国会委員會，致力於為該機构選舉民主黨人。DCCC招募候選人，籌集資金，並在一些地區組織競選，這些地區有望產生政治上顯著的或接近的選舉結果。委員會的結構基本上由主席（根據現時的民主黨團規則，主席是由眾議院黨魁任命的黨團成員）、其工作人員和其他擔任支持委員會職能的國會民主成員組成。
民主黨全國委員會主席在眾議院民主黨人中排名第六，僅次於議長、多數黨領袖、多數黨鞭、眾議院助理民主黨領袖和民主黨黨團主席。現任主席是紐約的肖恩·帕特裏克·馬羅尼，他於2021年就任。